# 费龙山
费龙山（1926年—2013年6月5日），男，江苏仪征人，中华人民共和国军事人物，曾任中国人民解放军第二十一军政治委员，第五届全国人大代表。